# Tingri
Tingri (en tibetano, དིང་རི་རྫོང་།; wylie, ding ri rdzong; literalmente, ‘colina de voz serena’; en chino, 定日县; pinyin, Dìngrì xiàn léase Ding-Ri) es un condado bajo la administración directa de la Prefectura Shigatse en la Región autónoma del Tíbet, República Popular China. Su área es 13 861 km² y su población total para 2010 fue más de 50 mil habitantes.

## Administración
El condado de Tingri se divide en 13 pueblos que se administran en 2 poblados y 11 villas.